# 宇佐美皓一
宇佐美 皓一（うさみ こういち、1959年3月24日 - ）は、日本の男性アニメーター、キャラクターデザイナーである。大阪府出身。血液型A型。

## 来歴
ビーボォー、スタジオぱっく、アトリエ戯雅を経て、戯雅解散後はD.A.S.T、南町奉行所の関連作品で活躍。アニメ版『GTO』のキャラクターデザインが最もよく知られた仕事。その後、ぴえろやハルフィルムメーカー等での活動を経て、近年はぴえろプラス/アームス関連作品等に参加。アクション、エフェクト作監や監修を担当することもある。アニメーターになる前は水産大学に通っており、漁に出たこともある。

## 参加作品

### テレビアニメ
- 聖戦士ダンバイン（1983年 - 1984年）動画（23・28・34・40・45話）
- 重戦機エルガイム（1984年 - 1985年）原画（15・52話）、動画（1・5・11・23・26・29・33話）
- よろしくメカドック（1984年 - 1985年）原画（28話 / スタジオビーボォー名義）[2]
- 機動戦士ガンダムZZ（1986年 - 1987年）原画（20・23・26・29・32・36・47話）
- プロゴルファー猿（1985年 - 1988年）原画（113・115・119話）
- F-エフ（1988年）原画（5話）
- メタルファイター♥MIKU（1994年）原画（5話）
- TRIGUN（1998年）原画（3・5話）
- 鉄コミュニケイション（1998年 - 1999年）原画（23話）、OP原画
- GTO（1999年 - 2000年）キャラクターデザイン、作画監督（43話）、原画（22・41話）[3]
- 学校の怪談（2000年 - 2001年）作画監督（1・7・15話）、原画（15・19話）
- ゲートキーパーズ（2000年）原画（23話）
- 新白雪姫伝説プリーティア（2001年）モンスターデザイン
- 旋風の用心棒（2001年 - 2002年）原画（5・12話）
- 機動戦士ガンダムSEED（2002年 - 2003年）原画（2・7・12話）
- 探偵学園Q（2003年 - 2004年）サブキャラクターデザイン、作画監督（24・37・45話）、原画（3・6・12話・OP1・OP2・OP3）、OP1・OP2・OP3原画
- クロノクルセイド（2003年 - 2004年）原画（8・20話）
- SAMURAI 7（2004年）原画（2話）
- BLEACH（2004年 - 2012年）サブデザイン（共同）、ED7エンディングアニメーション、原画（1・12・23・33・44・56・60・65・72・118・236・279・285・317話 他）、OP2・ED22原画
- 巌窟王（2004年 - 2005年）作画監督（19話）、原画（2・8・24話）
- LOVELESS（2005年）作画監督補（5話）
- 創聖のアクエリオン（2005年）原画（2・16・26話）、OP1原画
- 涼風（2005年）原画（8話）
- Canvas2 〜虹色のスケッチ〜（2005年 - 2006年）原画（23話）
- ノエイン もうひとりの君へ（2005年 - 2006年）原画（17・23話）
- BLOOD+（2005年 - 2006年）原画（30話）
- MAJORシリーズ
  - 第2シリーズ（2005年 - 2006年）キャラクターデザイン（共同）、総作画監督（共同）
  - 第3シリーズ（2007年）キャラクターデザイン（共同）、総作画監督（共同）、原画（78話）
- ウィッチブレイド（2006）原画（3・12・24話）
- 桜蘭高校ホスト部（2006）原画（1話）
- ときめきメモリアル Only Love（2006年 - 2007年）OP原画
- 東京魔人學園剣風帖東京魔人學園剣風帖 龍龍 外法編（2007年）作画監督（5話）、原画（1話　5話）
- DARKER THAN BLACK -黒の契約者-（2007年）作画監督（17話 / 共同）、原画（5・25話）、OP1・OP2原画
- 機神大戦ギガンティック・フォーミュラ（2007年）原画（1話）
- ぼくらの（2007年）原画（1話）
- 電脳コイル（2007年）原画（25話）
- バンブーブレード（2007年 - 2008年）原画（1話）
- ドラゴノーツ -ザ・レゾナンス-（2007年 - 2008年）原画（1・17・23・25・26話）、OP原画
- ブラスレイター（2008年）原画（11・21・24話）
- マクロスF（2008年）原画（1話）
- コードギアス 反逆のルルーシュR2（2008年）原画（24話）
- ヴァンパイア騎士（2008年）OP原画
- スキップ・ビート!（2008年 - 2009年）OP1原画
- ソウルイーター（2008年 - 2009年）原画（2・8・49話）
- 機動戦士ガンダム00 セカンドシーズン（2008年 - 2009年）原画（6・24話）
- 戦国BASARA（2009年）原画（2・9話）
- 鋼の錬金術師 FULLMETAL ALCHEMIST（2009年）原画（5・58・63話）
- DARKER THAN BLACK -流星の双子-（2009年）原画（1・2・9話）
- KIDDY GiRL-AND（2009年）原画（1話）
- 青い文学シリーズ（2009年）原画（5・6話）
- 聖痕のクェイサー（2010年）原画（1話）
- DARKER THAN BLACK -黒の契約者- 外伝（2010年）原画（1・4話）
- セキレイ Pure Engagement（2010年）原画（0話[4]・5話）
- IS 〈インフィニット・ストラトス〉（2011年）原画（1話）
- ソウルイーターリピートショー（2010年 - 2011年）ED2原画
- もしドラ（2011年）原画（5話）
- NO.6（2011年）原画（1話）
- Persona4シリーズ
  - Persona4 the ANIMATION（2011年 - 2012年）作画監督（4話 / 共同・12話 / 共同・18話 / 共同・25話 / 共同・26話）、作画監督補（3話 / 共同）、原画（1・12話）、OP1原画　
  - Persona4 the Golden ANIMATION（2014年）作画監督（4話 / 共同・7話 / 共同・8話 / 共同・11話 / 共同・12話 / 共同）、原画（11・12話）
- C3 -シーキューブ-（2011年）原画（12話）OP2原画
- バトルスピリッツ 覇王（2011年）原画（13話）
- 灼眼のシャナIII -Final-（2011年 - 2012年）作画監督（20話 / 共同）、原画（20話）
- ギルティクラウン（2011年 - 2012年）原画（22話）
- 黄昏乙女×アムネジア（2012年）原画（6・8・12話）、OP原画
- アクセル・ワールド（2012年）メカ作画監督（19話 / 共同）、原画（5・19話）、OP2原画
- 人類は衰退しました（2012年）作画監督（7話 / 共同・12話 / 共同）、作画監督補（1話 / 共同）
- はぐれ勇者の鬼畜美学（2012年）原画（12話）、OP原画
- ココロコネクト（2012年）OP・ED2原画
- 輪廻のラグランジェ season2（2012年）原画（10話）
- この中に1人、妹がいる!（2012年）原画（11話）
- マギシリーズ
  - マギ the labyrinth of magic（2012年 - 2013年）作画監督（3話 / 共同・10話 / 共同・15話 / 共同・18話 / 共同・24話 / 共同）、作画監督補佐（5話 / 共同・12話）、原画（22話）、第二原画（15話）
  - マギ The Kingdom of magic 第2シリーズ（2013年 - 2014年）作画監督（4話・12話 / 共同・24話 / 共同）、原画（4・12・18・24話）、第二原画（18話）、OP1原画
  - マギ シンドバッドの冒険（2016年）原画（2話）
- PSYCHO-PASS サイコパス（2012年）原画（4話）
- めだかボックス アブノーマル（2012年）原画（5話）
- お兄ちゃんだけど愛さえあれば関係ないよねっ（2012年）原画（6話）
- NARUTO -ナルト- 疾風伝（2012年 - 2013年）原画（294・317話）
- 絶園のテンペスト（2012年 - 2013年）OP2原画
- D.C.III 〜ダ・カーポIII〜（2013）原画（1話）
- まおゆう魔王勇者（2013年）プロップデザイン（共同）、作画監督（8話 / 共同）
- 問題児たちが異世界から来るそうですよ?（2013年）作画監督（3話 / 共同）、原画（3話）
- 宇宙戦艦ヤマト2199（2012年 - 2013年）原画（15話）
- 進撃の巨人（2013年）原画（1話）
- 断裁分離のクライムエッジ（2013年）原画（2話）
- きんいろモザイク（2013年）作画監督（2話 / 共同）、原画（2話）
- カードファイト!! ヴァンガード リンクジョーカー編（2013年）作画監督（131話 / 共同）
- 戦姫絶唱シンフォギアG（2013年）原画（4・8話）
- アイカツ! 第2シリーズ（2013年）OP原画
- 世界でいちばん強くなりたい!（2013年）アクション監修、原画（9・12話）、OP原画
- のんのんびより（2013年）OP作画
- 東京レイヴンズ（2013年）原画（1話）
- スペース☆ダンディ（2014年）原画（1話）
- ノラガミ（2014年）原画（1話）
- いなり、こんこん、恋いろは。（2014年）原画（2話）
- デート・ア・ライブII（2014年）作画監督（6話 / 共同・8話 / 共同・9話 / 共同）、作画監督補佐（10話  / 共同）、原画（1話）、OP原画
- 極黒のブリュンヒルデ（2014年）OP1・OP2原画
- ブラック・ブレット（2014年）作画監督（3話 / 共同・4話 / 共同・11話 / 共同）、原画（11話）
- Fate/kaleid liner プリズマ☆イリヤ ツヴァイ!（2014年）原画（1話）、OP原画
  - Fate/kaleid liner プリズマイリヤ ツヴァイ ヘルツ!（2015年）原画（10話）
- さばげぶっ!（2014年）ED原画
- ヤマノススメ セカンドシーズン（2014年）原画（3・15話）
- M3〜ソノ黒キ鋼〜（2014年）作画監督協力（17話 / 共同）
- ディスク・ウォーズ:アベンジャーズ（2014年）原画（28話）
- ガールフレンド（仮）（2014年）OP原画
- 一騎当千 Extravaganza Epoch（2014年）アクション・エフェクト作画監督
- アブソリュート・デュオ（2015年）アクション作画監督（3話）、原画（1・9・12話）
- DOG DAYS（2015年）原画（1話）
- ISUCA（2015年）エフェクト・アクション監修
- ログ・ホライズン 第2シリーズ（2014年 - 2015年）作画監督（17話 / 共同・25話 / 共同）
- レーカン!（2015年）原画（1話）
- 山田くんと7人の魔女（2015年）ED原画
- ガンスリンガー ストラトス THE ANIMATION（2015年）作画監督（5話 / 共同）
- 俺がお嬢様学校に「庶民サンプル」としてゲッツされた件（2015年）OP原画
- 対魔導学園35試験小隊（2015年）原画（4話）、OP原画
- コメット・ルシファー（2015年）原画（1話）
- VALKYRIE DRIVE -MERMAID-（2015年）アクション監修、原画（1・5・11・12話）、OP原画
- ファンタシースターオンライン2 The ANIMATION（2016年）作画監督（12話 / 共同）
- 鬼斬（2016年）エフェクト設定（1話）、原画（1話）
- ツキウタ。 THE ANIMATION（2016）原画（8話）
- チェインクロニクル〜ヘクセイタスの閃〜SP 第1章（2016年 - 2017年）アクションエフェクト作画監督（共同）、原画
- チェインクロニクル〜ヘクセイタスの閃〜（2017年）総作画監督（5話 / 共同・6話 / 共同・7話 / 共同・9話 / 共同・11話 / 共同）、エフェクト作画監督（1・2・3話）、原画（1話）
- Fate/Apocrypha（2017年）原画（8・11話）
- 魔法使いの嫁（2017年）原画（4話）
- いつだって僕らの恋は10センチだった。 -We have always been 10 cm apart.-（2017年）OP原画
- オーバーロードII（2018年）原画（5話）
- Fate/EXTRA Last Encore（2018年）原画（7・12話）
- されど罪人は竜と踊る（2018年）OP原画
- グランクレスト戦記（2018年）原画（24話）
- 東京喰種トーキョーグール:re セカンドシーズン（2018年）原画（15・16・20・24話）
- 白猫プロジェクト ZERO CHRONICLE（2020年）作画監督（9話）
- Vivy -Fluorite Eye's Song-（2021年）作画監督（6話）
- 進撃の巨人 The Final Season 完結編（前編）（2023年）原画

### OVA

#### 一般OVA
- GREED（1985年）作画
- COOL COOL BYE -クール・クール・バイ-（1986年）アニメーター
- 重戦機エルガイムIII フルメタル・ソルジャー（1987年）原画
- 戦国奇譚妖刀伝
  - I -破獄の章-（1987年）原画
  - III -炎情の章-（1988年）原画[5]
- バブルガムクライシス（1987年 - 1991年）原画（1・3話）
- ブラックマジック M-66（1987年）原画
- 破邪大星ダンガイオー（1987年 - 1989年）原画（2話）
- レリックアーマーLEGACIAM（1987年）原画
- 真魔神伝 バトルロイヤルハイスクール（1987年）原画
- XANADU ドラゴンスレイヤー伝説（1988年）原画
- ワット・ポーとぼくらのお話（1988年）メインアニメーター
- 魔龍戦紀3 魔龍神伝（1989年）原画

1990年代
- 暗黒神伝承 武神（1990年 - 1992年）原画（1・2・3話）
- 魔獣戦線（1990年）原画（2話）
- バイオレンスジャック ヘルスウインド編（1990年）原画
- 天上編 宇宙皇子（1990年 - 1992年）作画監督（3・6・11話）、原画（11話）
- ロードス島戦記（1990年 - 1991年）原画（9話）
- EXPER ZENON（1991年）原画
- グリーンレジェンド乱（1992年 - 1993年）設定（3話）、機械類作画監督（3話）、原画（1話）
- 人魚の傷（1993年）原画
- ジョジョの奇妙な冒険（1993年 - 1994年）原画（13話（旧6話））
- なつきクライシス（1994年）原画（2話）
- エンゼルコップ（1994年）原画（4・5・6話）
- MACROSS PLUS（1994年 - 1995年）原画（3話）
- 青空少女隊（1994年 - 1996年）原画（3・4話）
- 灰色ヶ丘の総理大臣（1995年）原画
- それゆけ!宇宙戦艦ヤマモト・ヨーコ（1996年）原画（3話）
- サイコダイバー 魔性菩薩（1997年）原画
- 超神姫ダンガイザー3（1999年 - 2001年）原画（1・4話）
- 天使禁猟区「物質界編」（2000年）原画（1・3話）
- フルメタル・パニック!（2002年）作画監督（3話 / 共同）
- ゲートキーパーズ21（2002年 - 2003年）原画（3話）
- 低俗霊DAYDREAM（2004年）メカニックデザイン、原画（1・2・4話）
- 撲殺天使ドクロちゃん（2005年）原画（8話・OP）
- 異世界の聖機師物語（2009 - 2010年）メカ作画監督（11話 / 共同）、原画（1話）
- 名探偵コナン 10年後の異邦人（2009年）原画
- Fate/kaleid liner プリズマ☆イリヤ ORIGINAL ANIMATION（2014年）原画
- マギ シンドバッドの冒険（2014年）原画（1話）
- ストライクウィッチーズ Operation Victory Arrow（2014年 - 2015年）原画（1話次回予告・2話）

#### 18禁OVA
- 超神伝説うろつき童子
  - Vol.2 超神呪殺篇（1988年）原画
  - Vol.3 完結地獄篇（1989年）原画
- ガイ 妖魔覚醒（1988年）原画

### 劇場アニメ
- オーディーン 光子帆船スターライト（1985年）原画
- 機動戦士ガンダム 逆襲のシャア（1988）原画
- 孔雀王2 幻影城（1989年）モンスター作監、原画
- 老人Z（1991年）原画
- Coo 遠い海から来たクー（1993年）原画
- 劇場版美少女戦士セーラームーンS (1994年) (原画)
- X 劇場版（1996年）原画
- デジモンアドベンチャー ぼくらのウォーゲーム!（2000年）原画
- キン肉マンII世（2001年）原画
- 劇場版 幻想魔伝 最遊記 Requiem 選ばれざる者への鎮魂（2001年）原画、レイアウト協力
- スレイヤーズ ぷれみあむ（2001年）原画
- デジモンテイマーズ 暴走デジモン特急（2002年）原画
- 犬夜叉 紅蓮の蓬莱島（2004年）原画
- 劇場版 鋼の錬金術師 シャンバラを征く者（2005年）原画
- 劇場版BLEACH MEMORIES OF NOBODY（2006年）画面レイアウト、原画
- 真救世主伝説 北斗の拳 ラオウ伝 激闘の章（2007年）原画
- それいけ!アンパンマン シャボン玉のプルン（2007年）　原画
- 劇場版BLEACH The DiamondDust Rebellion もう一つの氷輪丸（2007年）特装設定、原画
- 劇場版BLEACH Fade to Black 君の名を呼ぶ（劇場/2008年）原画
- それいけ!アンパンマン だだんだんとふたごの星（劇場/2009年）原画
- Fate/stay night - UNLIMITED BLADE WORKS（2010年）原画
- 借りぐらしのアリエッティ（2010年）原画
- 劇場版BLEACH 地獄篇（2010年）原画
- 劇場版ポケットモンスター ダイヤモンド&パール 幻影の覇者 ゾロアーク（2010年）原画
- 劇場版 機動戦士ガンダム00 -A wakening of the Trailblazer-（2010年）原画
- 劇場版 FAIRY TAIL -鳳凰の巫女-（2012年）原画
- AURA 〜魔竜院光牙最後の闘い〜（2013年）原画
- 劇場版 薄桜鬼 第一章 京都乱舞（2013年）原画
- モーレツ宇宙海賊 ABYSS OF HYPERSPACE -亜空の深淵-（2014年）原画
- 打ち上げ花火、下から見るか? 横から見るか?（2017年）原画
- 曇天に笑う〈外伝〉〜決別、犲の近い〜（2017年）アクション作画監督
- 雨を告げる漂流団地（2022年）作画監督

### ゲーム
- ADVANCED V.G.2 PS版（1998年）アニメーションパート原画
- 御神楽少女探偵団 PS盤（1998年）作品監督
- とらいあんぐるハート3 〜Sweet Songs Forever〜（2003年）原画（OP）
- レイトン教授VS逆転裁判（2012年）原画
- ペルソナQ シャドウ オブ ザ ラビリンス（2014年）キーアニメーター